# Jerzy Połomski
Jerzy Połomski, pierwotnie Jerzy Pająk (ur. 18 września 1933 w Radomiu, zm. 14 listopada 2022 w Warszawie) – polski piosenkarz, artysta estradowy i aktor.
Jeden z najpopularniejszych polskich artystów estrady lat 60. i 70. XX wieku. Śpiewając barytonem wykonywał głównie repertuar popularny, choć w jego repertuarze znalazły się także ballady. Wylansował wiele przebojów lat 60. i 70., takich jak m.in. Bo z dziewczynami, Cała sala śpiewa z nami, Co mówi wiatr, Daj, Kodeks, Moja miła, moja cicha, Nie zapomnisz nigdy, Tylko ona jedna, Woziwoda. W 2009 otrzymał Złotego Fryderyka za całokształt twórczości.

## Dzieciństwo i edukacja
Przyszedł na świat w rodzinie urzędników Edwarda i Marii. Dzieciństwo i wczesną młodość spędził w Radomiu, gdzie przeżył bombardowania miasta podczas agresji Niemiec i ZSRR na Polskę w 1939 roku. W tym mieście ukończył technikum budowlane. Po maturze wyjechał na studia do Warszawy. Zdał egzamin wstępny na wymarzoną architekturę, jednak nie został przyjęty (decydujący okazał się brak punktów za pochodzenie – preferowane było robotnicze lub chłopskie – albo przynależność do Związku Młodzieży Polskiej). Później zdał egzaminy i został przyjęty do Państwowej Wyższej Szkoły Teatralnej w Warszawie na Wydział Estradowy. Na studiach jego wykładowca Ludwik Sempoliński zaproponował mu zmianę nazwiska na bardziej sceniczne i doradził, by poświęcił się muzyce, nie aktorstwu. Studia ukończył w 1957 z dyplomem aktora dramatu i estrady.

## Kariera aktorska
Grał role dramatyczne, m.in. Poetę w Weselu Stanisława Wyspiańskiego, króla Jana Kazimierza w Mazepie Juliusza Słowackiego, tytułową rolę w sztuce Maksyma Gorkiego Jegor Bułyczow i inni. Jednak już dyplom, na który składał się skecz Stefanii Grodzieńskiej Rękawiczka i role w komediach muzycznych: Porwanie Sabinek wg Franza i Paula Schonthana i Słomkowy kapelusz wg Eugéne’a Labiche’a, zapowiadały jego przyszłą ścieżkę kariery aktorskiej. Po studiach otrzymał propozycję zagrania głównej roli w sztuce pt. Achilles i panny Artura Marii Swinarskiego w Teatrze Muzycznym w Gdyni pod dyrekcją Danuty Baduszkowej, jednak tę propozycję odrzucił.
Jako aktor zadebiutował w 1957 roku w warszawskim Teatrze Buffo, gdzie zagrał m.in. w składankach satyrycznych Grzechy stare i nowe, Żarty na stół, Nasze jajko i Czym chata bogata. Następnie występował w stołecznym Teatrze Syrena.

## Kariera muzyczna

### Początki kariery
W książce Druga połowa życia jego profesor i mentor Ludwik Sempoliński napisał, że kierownictwo teatru nie potrafiło należycie docenić talentu Jerzego Połomskiego: „Zniechęcony dwoma nieudanymi sezonami w Buffo, gdzie nie umiano go wykorzystać, obsadzając w banalnych piosenkach jak Lody, lody… i temu podobnych numerach, nie załamał się i nie zaniedbywał, śpiewając i opracowując piosenki w Polskim Radiu”. Na efekty nie trzeba było długo czekać: w 1958 roku zajął drugie miejsce w plebiscycie Polskiego Radia na najpopularniejszego polskiego piosenkarza. Podobno słuchacze oddali na niego najwięcej głosów, ale dyrektor Władysław Szpilman zdecydował, że nie wypada, by taki młokos wyprzedził sławnego Mieczysława Fogga, i to jemu przypadło zwycięstwo.

### Lata 60.
Pierwszy utwór dla radia, Piosenkę dla nieznajomej, skomponowaną przez Jerzego Haralda ze słowami Zbigniewa Kaszkura i Zbigniewa Zaperta, nagrał jeszcze jako student. Już wtedy zyskał popularność, która rosła z każdym rokiem. Jednym z jej przejawów było zwycięstwo w ankiecie Szpilek, w której dostał 18,4% głosów, więcej niż m.in. Czesław Niemen, Wojciech Młynarski, Marek Grechuta i Mieczysław Fogg. W 1961 roku zdobył drugą nagrodę na 1. Międzynarodowym Festiwalu Piosenki w Sopocie za utwór pt. Woziwoda, a w 1968 roku odebrał nagrodę Towarzystwa Przyjaciół Opola na 6. Krajowym Festiwalu Piosenki Polskiej w Opolu za utwór Jest bałałajka, skomponowany przez Henryka Klejnego do słów Tadeusza Urgacza. W 1969 roku został laureatem festiwalu Złoty Orfeusz w Bułgarii, gdzie zdobył nagrodę jury oraz radia i telewizji, a rok później zajął trzecie miejsce na festiwalu Coupe d’Europe Musicale w Szwajcarii.
Koncertował zarówno w kraju, jak i poza jego granicami, między innymi w Wielkiej Brytanii, Danii, Czechosłowacji, ZSRR, Jugosławii, Rumunii i na Węgrzech, jak również na Kubie oraz wielokrotnie w ośrodkach polonijnych USA, Kanady i Australii. Trzykrotnie uhonorowany przez mieszkańców Chicago tytułem najpopularniejszego piosenkarza polonii amerykańskiej w latach 1967–1969.
Przyznał, że lektura powieści Archipelag GUŁag oraz Oddziału chorych na raka Aleksandra Sołżenicyna, a także wizyty w Związku Radzieckim zmieniły w nim postrzeganie socjalizmu, który przez jakiś czas postrzegał jako sprawiedliwy system.

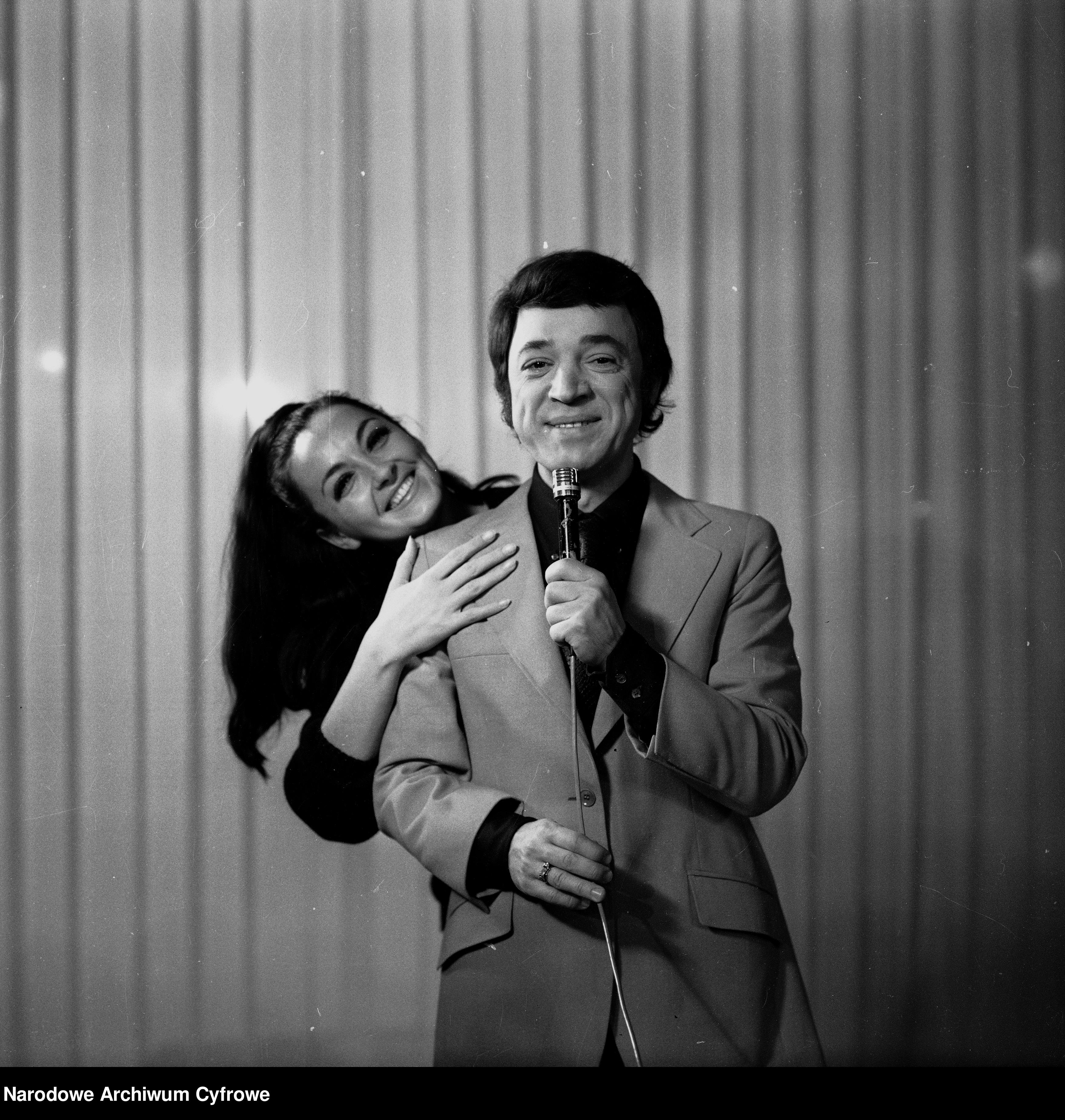
Ewa Tchórznicka i Jerzy Połomski podczas występu pt. „Historia z tancerką”. Jerzy Połomski śpiewa piosenkę pt. „Bom bodibom” (1970)

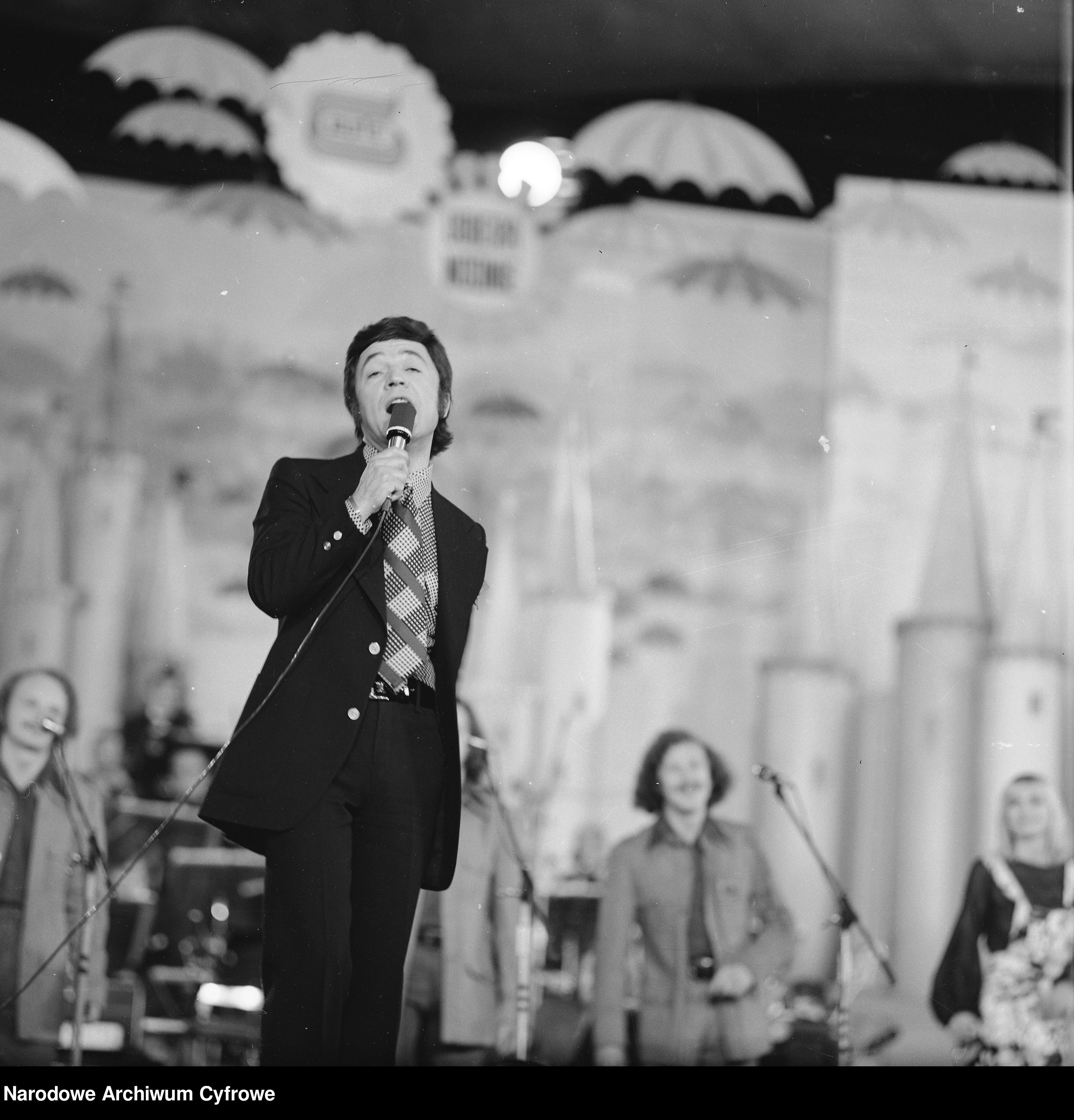
Jerzy Połomski śpiewa piosenkę „Dziewczyny takie są” na XII KFPP w Opolu (1974)

### Lata 70.
W 1970 roku występował w Teatrze Syrena w rewii Ćwierć za kominem z Ireną Santor. W 1973 roku wystąpił na Festiwalu Piosenki Radzieckiej w Zielonej Górze, gdzie wykonał utwór Wesele. W tym samym roku zajął również trzecie miejsce podczas 11. Krajowego Festiwalu Piosenki Polskiej w Opolu za utwór pt. Bo z dziewczynami.

Chętnie sięgał też po przedwojenne utwory, takie jak To ostatnia niedziela, Kiedy znów zakwitną białe bzy, Każdemu wolno kochać, Młodym być, Szkoda twoich łez. Teksty piosenek pisali dla niego Wojciech Młynarski, Ireneusz Iredyński, Adam Kreczmar, Agnieszka Osiecka, Jacek Korczakowski, Zbigniew Stawecki. Ma w repertuarze m.in. utwór Upamiętnienie ze słowami wiersza Wisławy Szymborskiej pod tym samym tytułem, Ostatni Ikar ze słowami Jonasza Kofty (tytuł oryginalny Song o szczęściu wiecznym) i Słyszysz, pędzą sanie Siergieja Jesienina. Z powodzeniem śpiewał covery zagranicznych przebojów: Formidable, Kilimandjaro, My dear Clementine, House of the Rising Sun, Róża była czerwona, Ach, co za noc. 

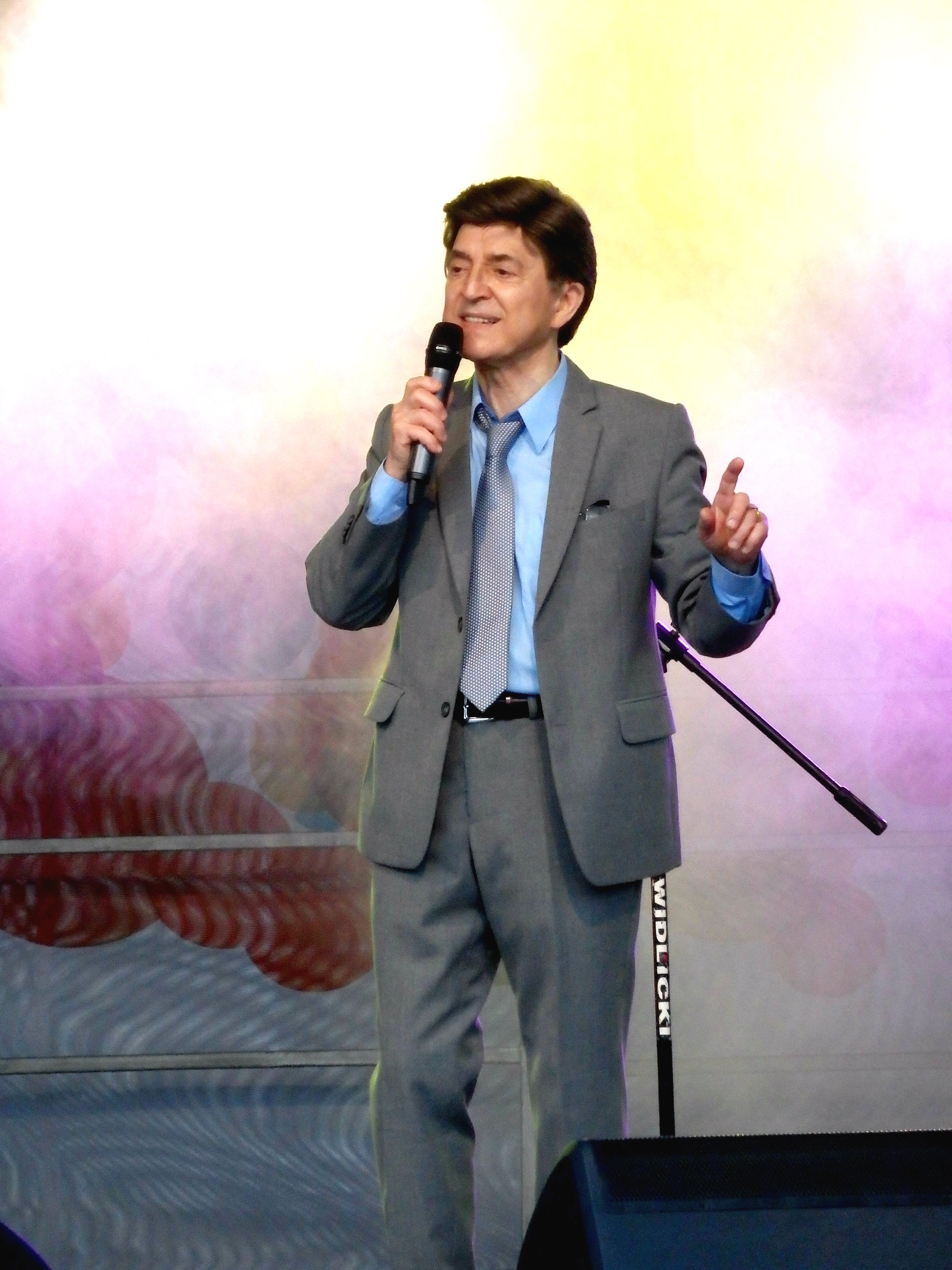
Jerzy Połomski podczas koncertu na kieleckim rynku, czerwiec 2014 r.

W 1978 roku nakładem A. Poray Book Publishing na amerykańskim rynku ukazała się książka Świat Jerzego Połomskiego autorstwa Róży Nowotarskiej.

### Lata 80. i 90.
Połomski spędził kilka lat w Stanach Zjednoczonych, do których wyjechał w styczniu 1982 roku w ramach trasy koncertowej. Otrzymał zieloną kartę, ale gdy tylko zniesiono stan wojenny w Polsce, oddał ją, ku ogromnemu zdziwieniu konsula, i zdecydował się na powrót do kraju. Podczas pobytu w USA obcował z twórczością publicystyczną Jerzego Giedroyca.
W 1990 roku, podczas 27. Krajowego Festiwalu Piosenki Polskiej w Opolu. otrzymał wyróżnienie za utwór Moja młodość ze słowami Agnieszki Osieckiej i muzyką Seweryna Krajewskiego. Za album pod tym samym tytułem, który sprzedał się w 50 tys. egzemplarzy, w 1998 roku otrzymał Złotą płytę. Wcześniej podobny sukces odniósł m.in. longplay Daj (1970), którego tytułowa piosenka ze słowami Adama Kreczmara i muzyką Jerzego Andrzeja Marka została okrzyknięta przez prasę pierwszym polskim zaśpiewanym erotykiem. Początkowy wers tekstu: „Daj, czegoć nie ubędzie, byś najwięcej dała” autor zaczerpnął z fraszki Jana Kochanowskiego Do dziewki.

### Lata 2000–2019
W 2006 roku po długiej przerwie nagrał nową wersję utworu Bo z dziewczynami wraz z zespołem Big Cyc, którą wykonali wspólnie na festiwalu TOPtrendy 2007 w Sopocie, a potem ponownie w 2013 roku podczas koncertu z okazji 25-lecia istnienia zespołu. W 2007 Połomski nagrał swój premierowy singiel Czas nas zmienia z muzyką Marcina Nierubca do słów Jacka Cygana. Dwa lata później, w 2009 nakręcono do niego teledysk w reżyserii Remigiusza Przełożnego. W 2007 piosenkarz był jurorem na 44. Międzynarodowym Festiwalu Piosenki w Sopocie.
20 kwietnia 2009 roku z rąk prezydent Warszawy Hanny Gronkiewicz-Waltz otrzymał nagrodę Złotego Fryderyka za całokształt twórczości.
16 czerwca 2013 roku podczas 50. Krajowego Festiwalu Piosenki Polskiej w Opolu wystąpił na gali jubileuszowej przypominającej największe przeboje minionego półwiecza. Zaprezentował dwie piosenki: Daj oraz Bo z dziewczynami. Prowadzący koncert Joanna Moro i Piotr Polk złożyli wokaliście gratulacje i życzenia z podwójnej okazji: 56 lat pracy artystycznej i nadchodzących 80. urodzin, na co zgromadzona publiczność zareagowała spontanicznym odśpiewaniem Sto lat. Od 16 do 20 września 2013 regularnie gościł w audycji Marka Sierockiego w radiu Vox FM. 22 września TVP1 wyemitowała odcinek specjalny programu Jaka to melodia? poświęcony całkowicie twórczości Połomskiego. 7 grudnia wystąpił podczas swojego koncertu jubileuszowego w Państwowej Wyższej Szkole Teatralnej w Krakowie, na którym gościnnie pojawili się także m.in. Halina Kunicka, Hanna Banaszak, Jerzy Derfel, Janusz Sent i Piotr Kałużny.
Występował również w duetach: z Ireną Santor nagrał piosenkę Zakochani (CD Irena Santor Duety, 1996), a z młodymi wykonawcami śpiewał swoje przeboje: z Tatianą Okupnik Bo z dziewczynami (finał plebiscytu Viva Najpiękniejsi, 2008), z Anną Wyszkoni Nie zapomnisz nigdy (56. KFPP Opole), z Damianem Ukeje Bo z dziewczynami (Sylwester z Dwójką, wrocławski rynek, 2012).
Brał udział w akcjach i koncertach charytatywnych, m.in. organizowanych przez fundację Anny Dymnej Mimo Wszystko. W 2013 roku wraz z innymi artystami nagrał piosenkę promującą czwartą edycję kampanii Pomaganie Jest Trendy, poświęconą upowszechnianiu wiedzy o autyzmie Autyzm nie musi być wyrokiem (jego zdjęcie znalazło się w kalendarzu, którego wydanie było elementem tej kampanii społecznej). Występował również podczas krakowskich koncertów Granie na szczekanie, z których dochód był przeznaczony na pomoc bezdomnym zwierzętom.
W 2019 roku z powodu problemów ze słuchem zakończył karierę artystyczną.

## Styl muzyczny
Doskonalił swój głos u mezzosopranistki Wandy Wermińskiej. Charakterystyczna dla stylu muzycznego wokalisty była klasyczna emisja głosu i utwory, w których szczególne znaczenie ma linia melodyczna. W recenzjach podkreślano umiejętności estradowe piosenkarza, jego nienaganną dykcję, piękną barwę głosu, elegancję w stroju i zachowaniu, wysoką kulturę interpretacyjną i wykorzystywanie podczas śpiewania całej gamy środków aktorskich. Nazywano go polskim Frankiem Sinatrą i Charles’em Aznavourem, ale sam artysta z dystansem odnosił się do tych porównań.

## Życie prywatne

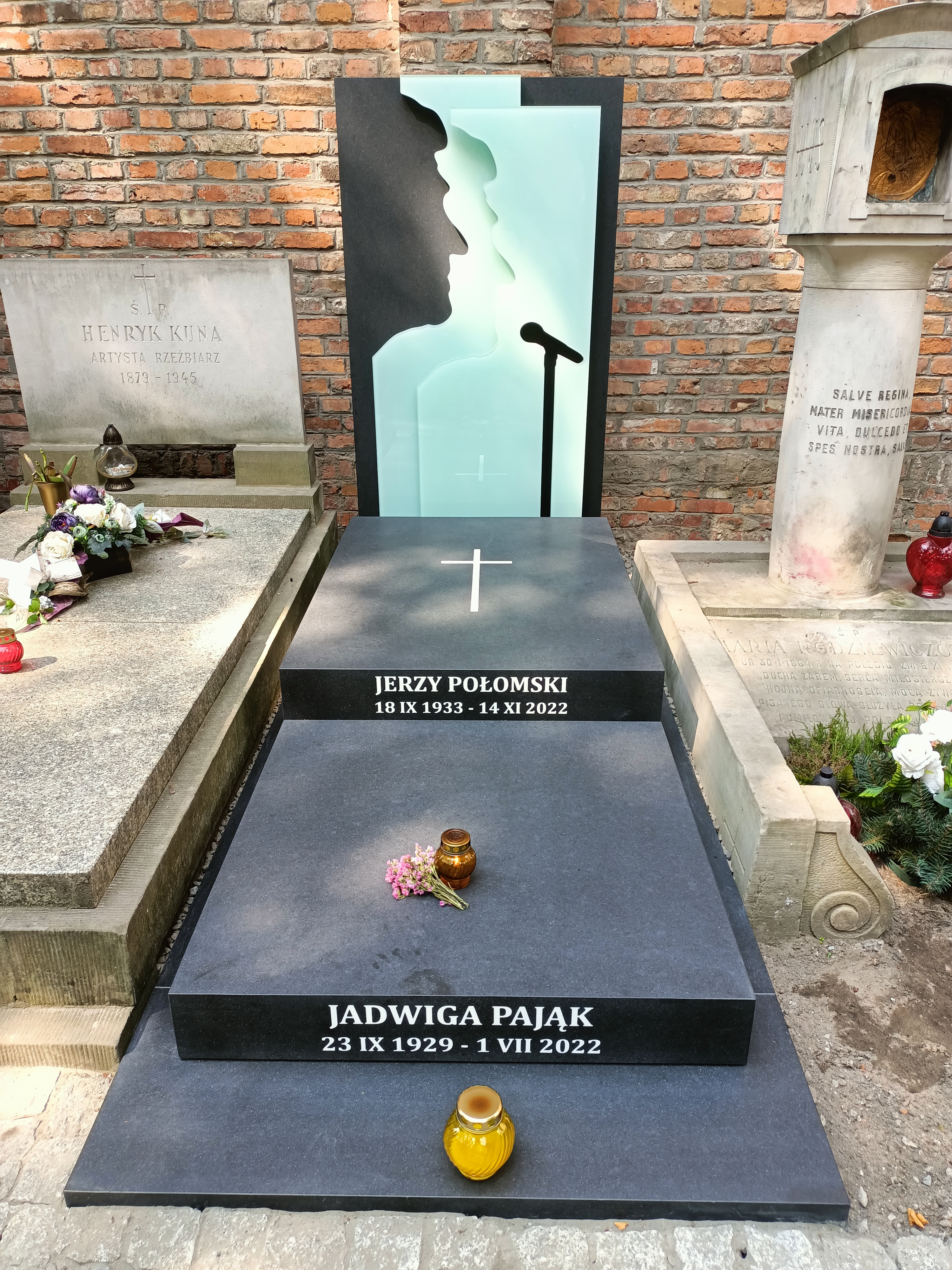
Grób artysty na cmentarzu Powązkowskim w Warszawie

Miał starszą siostrę Jadwigę (ur. 1929, zm. 2022) oraz brata Wojciecha. Był katolikiem. Nigdy się nie ożenił, a jego życie prywatne było przedmiotem wielu spekulacji i plotek. Występował w peruce. W latach świetności uznawany był za amanta polskiej sceny muzycznej. Był miłośnikiem sztuki. Mieszkał przy ul. Ludwika Narbutta na warszawskim Mokotowie. W lipcu 2021 przeprowadził się do Domu Artystów Weteranów Scen Polskich w Skolimowie, który wcześniej przez wiele lat wspierał jako ambasador placówki.

## Śmierć i pogrzeb
Zmarł 14 listopada 2022 w Centralnym Szpitalu Klinicznym MSWiA w Warszawie. Przyczyną śmierci artysty była ciężka infekcja, która wdała się w jego organizm, wcześniej Jerzy Połomski przeszedł operację kolana.
23 listopada 2022 po mszy świętej w bazylice Świętego Krzyża w Warszawie, artysta został pochowany w Alei Zasłużonych cmentarza Powązkowskiego w Warszawie (kw. nr 43), gdzie wcześniej spoczęła jego siostra Jadwiga. Uroczystości pogrzebowe miały charakter państwowy.

## Nagrody i odznaczenia
- 1973: III Nagroda w konkursie Premier na 11. Krajowym Festiwalu Polskiej Piosenki w Opolu za utwór pt. Bo z dziewczynami
- 1973: Nagroda Publiczności na 11. Krajowym Festiwalu Polskiej Piosenki w Opolu za utwór pt. Bo z dziewczynami
- 1974: w związku z jubileuszem Polski Ludowej odznaczony Złotym Krzyżem Zasługi[35]
- 1993: Złoty Mikrofon Polsko-Amerykańskiej Agencji Artystycznej w Nowym Jorku
- 2000: Krzyż Oficerski Orderu Odrodzenia Polski[36]
- 2003: Nagroda Artystyczna Polskiej Estrady „Prometeusz” – za najwyższe osiągnięcia artystyczne i twórcze
- 2005: Nagroda specjalna Ministra Kultury i Dziedzictwa Narodowego oraz honorowe wyróżnienie Złoty Liść Retro za wieloletnie propagowanie dorobku artystycznego dwudziestolecia międzywojennego
- 2008: Srebrny Medal „Zasłużony Kulturze Gloria Artis”[37]
- 2008: Przyjaciel Zaczarowanego Ptaszka – tytuł i statuetka przyznawane przez Fundację Anny Dymnej Mimo Wszystko organizującej Festiwal Piosenki Zaczarowanej dla osób niepełnosprawnych utalentowanych wokalnie
- dyplom „Piękniejsza Polska” – za tworzenie piękna, którym możemy szczycić się przed światem
- 2009: Złoty Fryderyk za całokształt twórczości
- 2012: Odznaka Honoris Gratia przyznawana za zasługi dla Miasta Krakowa przez prezydenta miasta, którą otrzymał z rąk Jacka Majchrowskiego 24 października podczas uroczystego koncertu z okazji jubileuszu 55 lat pracy artystycznej[38]
- 2014: Tytuł Osobowość Roku za całokształt dokonań[39]
- 2014: Medal Bene Merenti Civitas Radomiensis (Dobrze Zasłużonemu – Społeczeństwo Radomia)[40]
- 2016: Złoty Medal „Zasłużony Kulturze Gloria Artis”[41]
- 2017: Pierścień Patrioty[42]